# Jonathan Roberts (politikus)
Jonathan Roberts (Norristown, 1771. augusztus 16. – King of Prussia, 1854. július 24.) az Amerikai Egyesült Államok szenátora (Pennsylvania, 1814–1821).